# Erna cara
Erna cara là một loài bướm đêm trong họ Noctuidae.